# 畢德麥雅

《星期天的散步》（Der Sonntagsspaziergang），卡爾·施皮茨韋格繪於1841年，是畢德麥雅時期的代表畫作。

畢德麥雅（德語：Biedermeier）時期是指德意志邦聯諸國在1815年（維也納公約簽訂）至1848年（資產階級革命開始）的歷史時期，現則多用指文化史上的中產階級藝術時期。
在政治背景方面，十八世紀末歷經法國大革命、美國革命和拿破崙戰爭後帝國的瓦解，行保守主義的復辟政權當道。執政者為避免自由思想再度盛行，鼓勵人民縱情聲樂。然而，同一時期，另一波相對立的政治運動也醞釀已久。這場「革命性變革」以作家格奧爾格·畢希納、海因里希·海涅等人為代表，史稱前三月時期。
在畢德麥雅時期，中產階級發展出他們的文化和藝術品味，如家庭音樂會、室內設計及時裝。在文學方面，以「襲舊」和「保守」為特色；文學家普遍遁入田園詩，或投入私人書寫。重要詩人有让·保罗、歌德和约翰·彼得·爱克曼等。

## 背景
畢德麥雅與19世紀初期德國歷史的二個時期有關。首先，隨著都市化和工業化的蓬勃發展，新興中產階級不斷擴大，其生活方式與需求逐漸取代傳統貴族品味，成為社會的新主流。舒伯特早期的藝術歌曲便是迎合中產階級愛好的一例：它不需要艱深的音樂素養，簡單地由一架鋼琴演奏，呈現此時期藝術逐漸深入普羅大眾的生活。
其次，在拿破崙戰爭落幕後，政治壓迫逐漸增強，迫使人民專注於家庭和非政治事務。由於此時期對出版物訂有嚴格的審查制度，畢德麥雅作家主要選取非政治題材，例如歷史文學、鄉村生活等。受限於政府之下，人們僅能在家中和密友談論政治。這種氛圍直到1848年革命才見轉變。

## 外部連結
维基共享资源上的相關多媒體資源：畢德麥雅